# Екзарх Йосиф (село)
Екзарх Йосиф е село в Северна България. То се намира в община Борово, област Русе.

## История
В преданията на местните жители най-старото селище се е казвало Тенча и е от времето преди османската власт. Исторически данни за такова селище обаче още не са открити.
Село Екзарх Йосиф е старо българско селище, което е отбелязано в турските регистри още през 1680 г. с името „Кара Коджа Али" или „Каракоджалъ". В знак на признателност за отдадения живот в полза на българския народ селото е наречено на екзарх Йосиф. Наричали са хората от селото „арцои" („хърцой" – бълг.; „харцош" – унг. – войн; или „арциаш" – боец). Това е название на етнографска група – старо местно население с православно вероизповедание и българско самосъзнание. Има исторически и етимологични данни, че тази етнографска група произхожда от някогашното войнишко (войноклъци – хърсове) съсловие, което се образува като такова през втората половина на Второто българско царство. През XIX и XX век се употребява с отрицателен смисъл.
През XV век, след въстанието на Константин и Фружин, в турските регистри село Тенча се споменава вече като село Кара Коджа Али (Каракоджали). Настоящото християнско население се е появило в селото едва през 1800 г., като почти всички са преселници от различни арцойски селища от цяла България. Дотогава населението е било предимно турско, но сега почти не се среща такова. В средата на XIX век, след Кримската война, в селото се появяват татари и черкези, но в навечерието на Освобождението те са разгромени от въстаналите по това време българи от селото и са изтласкани в село Тръстеник, гр. Две могили и гр. Вятово. Оказало се е, че селото е единственото в региона, в което не са влизали руски войски, а освобождението е осъществено от местното българско население. В селото в частен имот, построен на място, където са се извършвали молебен за дъжд от местното население, се намира и гробът на Курт баба. Някои историци асоциират образа на Курт баба с образа на войводата Вълко, който е приобщен в двора на деспот Добротица през 1370 г. и е сочен от османските хронисти като един от последните тимариоти-християни в областта около крепостта Червен.

## Религии
Черквата в селото е посветена на Свети Архангел Михаил и е осветена през 1862 година. Надписът в задната част на храма гласи „Този свят храм се съгради в 1862 година месец ноември от майстора Тодор Николов от Трявна”.
Селото е част от Русенска духовна околия на Русенска епархия на Българската православна църква.

## Културни и природни забележителности
В селото има музей на открито и зоологическа градина.